# Olius
Olius là một đô thị trong tỉnh Lleida, cộng đồng tự trị Cataluña Tây Ban Nha. Đô thị Olius có diện tích là 54,5 ki-lô-mét vuông, dân số năm 2009 là 841 người với mật độ 15,43 người/km². Đô thị Olius có cự ly km so với tỉnh lỵ Lleida.